# Cerodirphia rosacordis
Cerodirphia rosacordis is een vlinder uit de familie nachtpauwogen (Saturniidae), onderfamilie Hemileucinae.
De wetenschappelijke naam van de soort is voor het eerst geldig gepubliceerd door Walker in 1855.